# Греко-католицька церква Святого Миколая (Руський Керестур)
Греко-католицька церква Святого Миколая в Руському Крстурі (русин. Грекокатолїцка церква Святого Миколая у Руским Керестуре) — греко-католицька церква в Руському Керестурі, яка у 2018 р стала кафедральним храмом новоствореної Крстурської греко-католицької єпархії . Побудована у 1784 році, а теперішнього вигляду набула при реконструкції 1836 року, що підтверджується написом над північним порталом. Являє собою нерухому культурну спадщину як пам'ятку культури великого значення.

## Історія
Церква присвячена Перенесенню мощей святого отця Миколая, побудована в дусі класицизму як однонавна споруда з напівкруглою вівтарною апсидою на сході та високою дзвіницею, що підноситься над західним фасадом, спирається на чотири низькі і масивні колони, з'єднані між собою портами. Довжина церкви 42 метри, ширина 13,30 метри, товщина стін 1,50 метра. . На звичайному для хорових апсид місці, 1906 році  було пробито стіни для спорудження одноповерхових ризниць із прямокутними фундаментами, відділених від простору нави арковими прорізами. Головний портал інтегрований у напівкруглий ґанок, значно нижчий за висоту фасаду. Багате різьблення перегородки іконостасу — робота Аксентія Марковича 1791 року. Через три роки Арсеній Теодорович був найнятий для мальованого оздоблення, який також є автором сцен на хорах і троні архієпископа. Розпис стін 1936 року Міленко Джурич.
Церковні дзвони були вивезені з церкви під час Першої світової війни. У 1922 році були придбані нові дзвони. Найбільший дзвін важить 1500 кілограмів і названий на честь Святого Петра. Наступний за величиною дзвін носить ім'я св. Георгія і важить 850 кілограмів, за ним йде св. Миколая 400 кілограмів, Св. Івана 200 кілограмів та дзвін під назвою св. Михайло, 100 кг.
У 1961-1963 роках проведено реставрацію іконостасу. У 1972 році проведено консерваційні роботи.
Починаючи з 2003 року Руський Керестур був центром Греко-католицького Апостольського екзархату, який у 2018 року піднесено до рівня Крстурської єпархії, що зробило церкву Св. Миколая собором (конгрегаційною церквою).
Перебуває під охороною Республіки Сербія як пам'ятка культури великого значення.

## Галерея

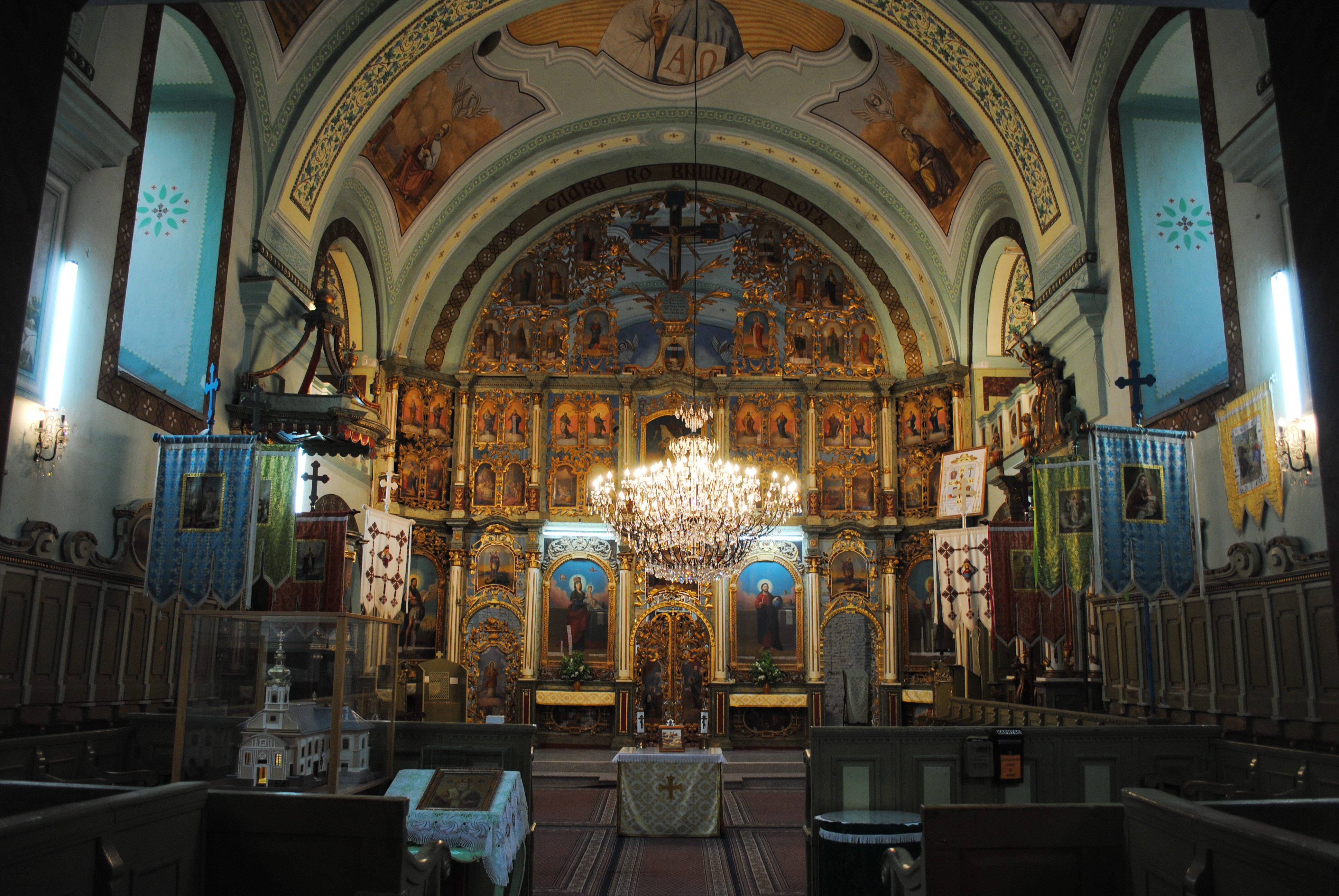
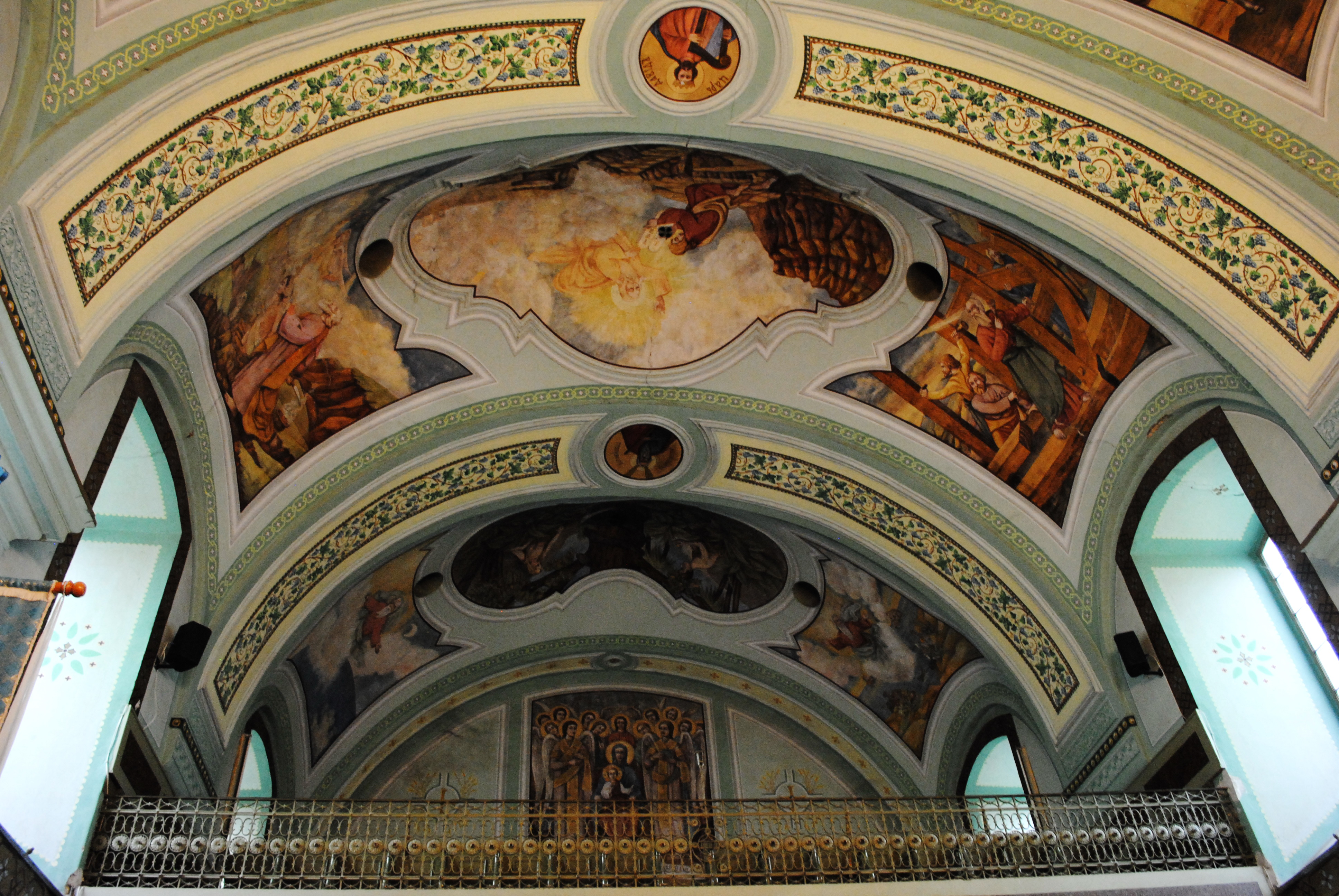
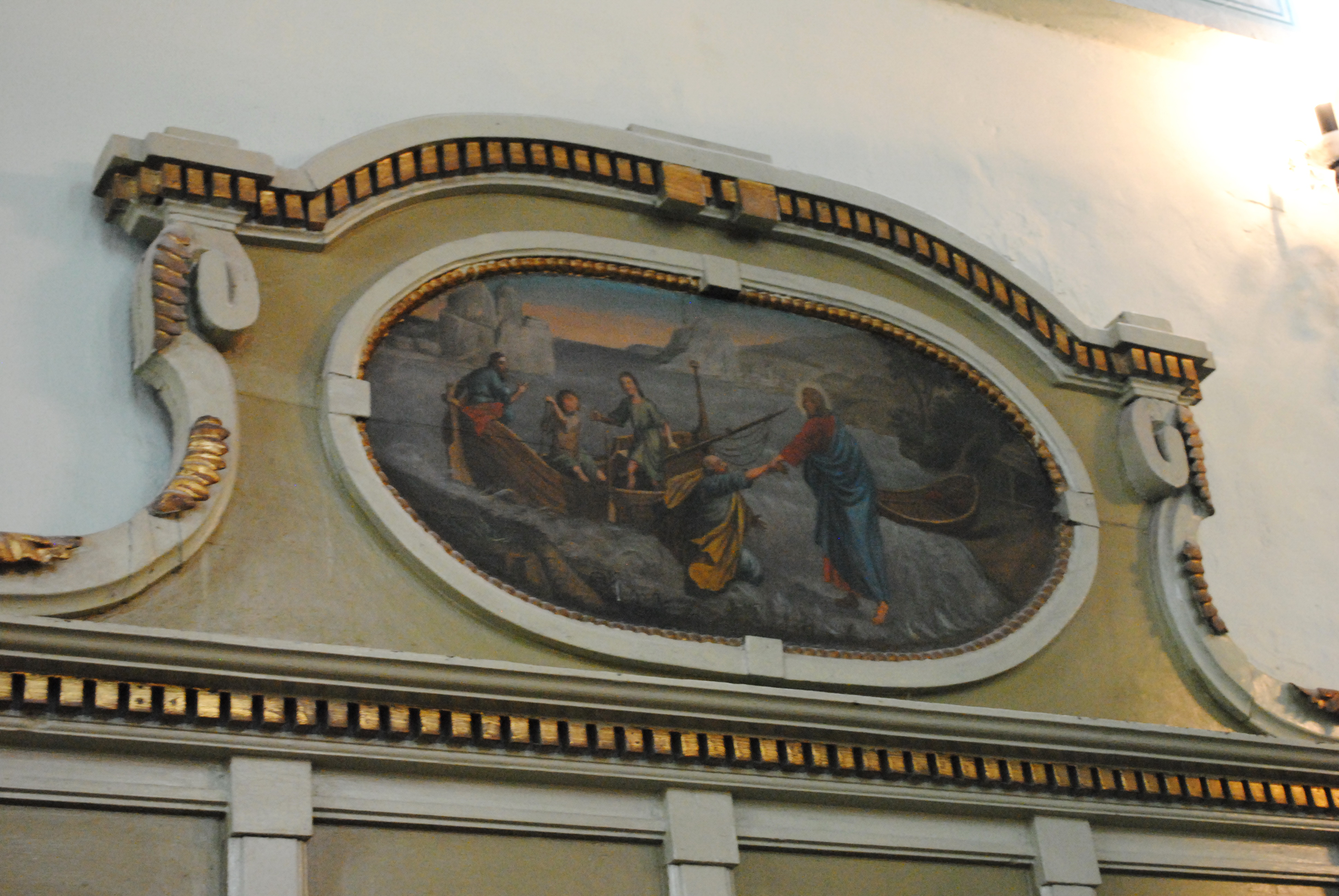
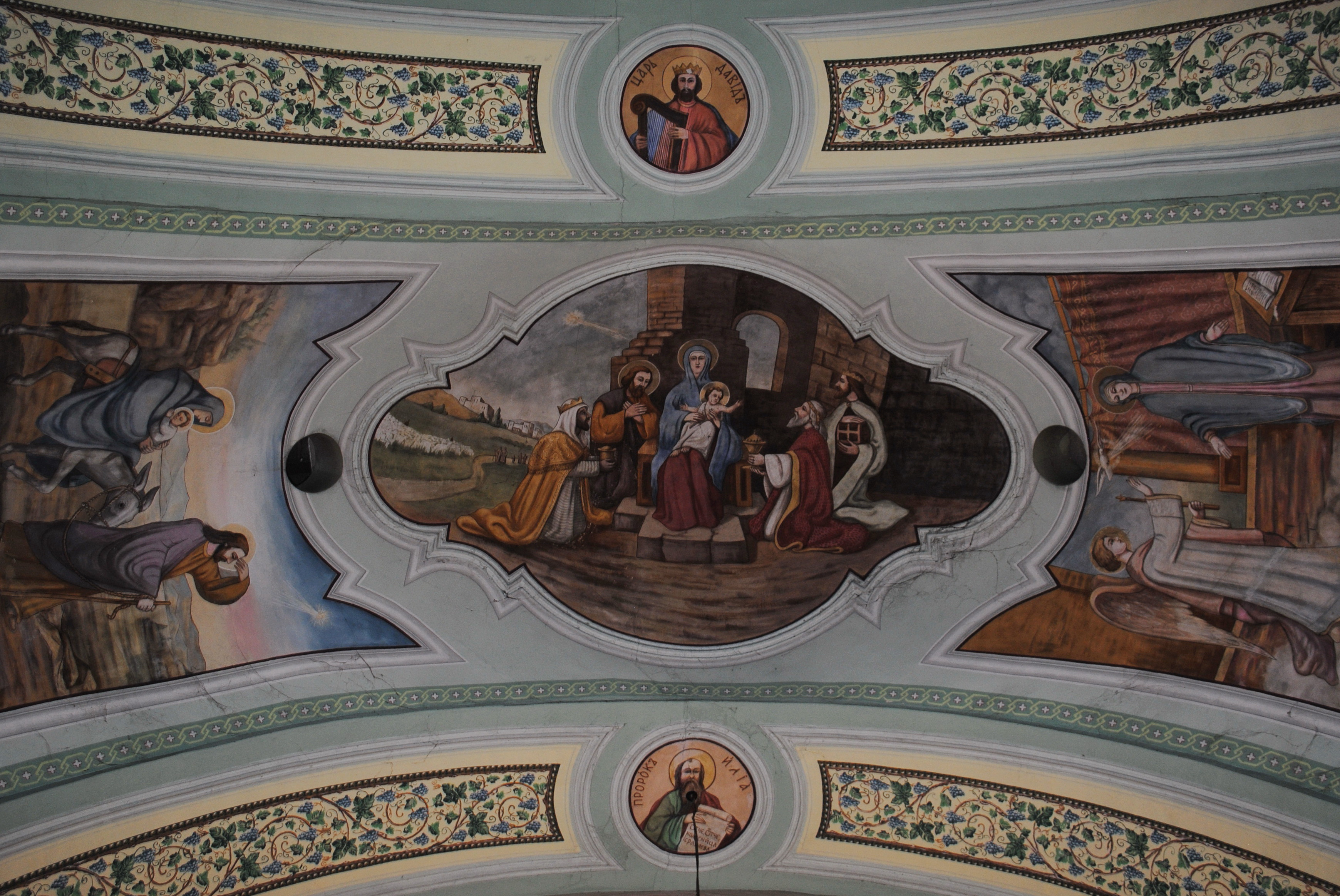
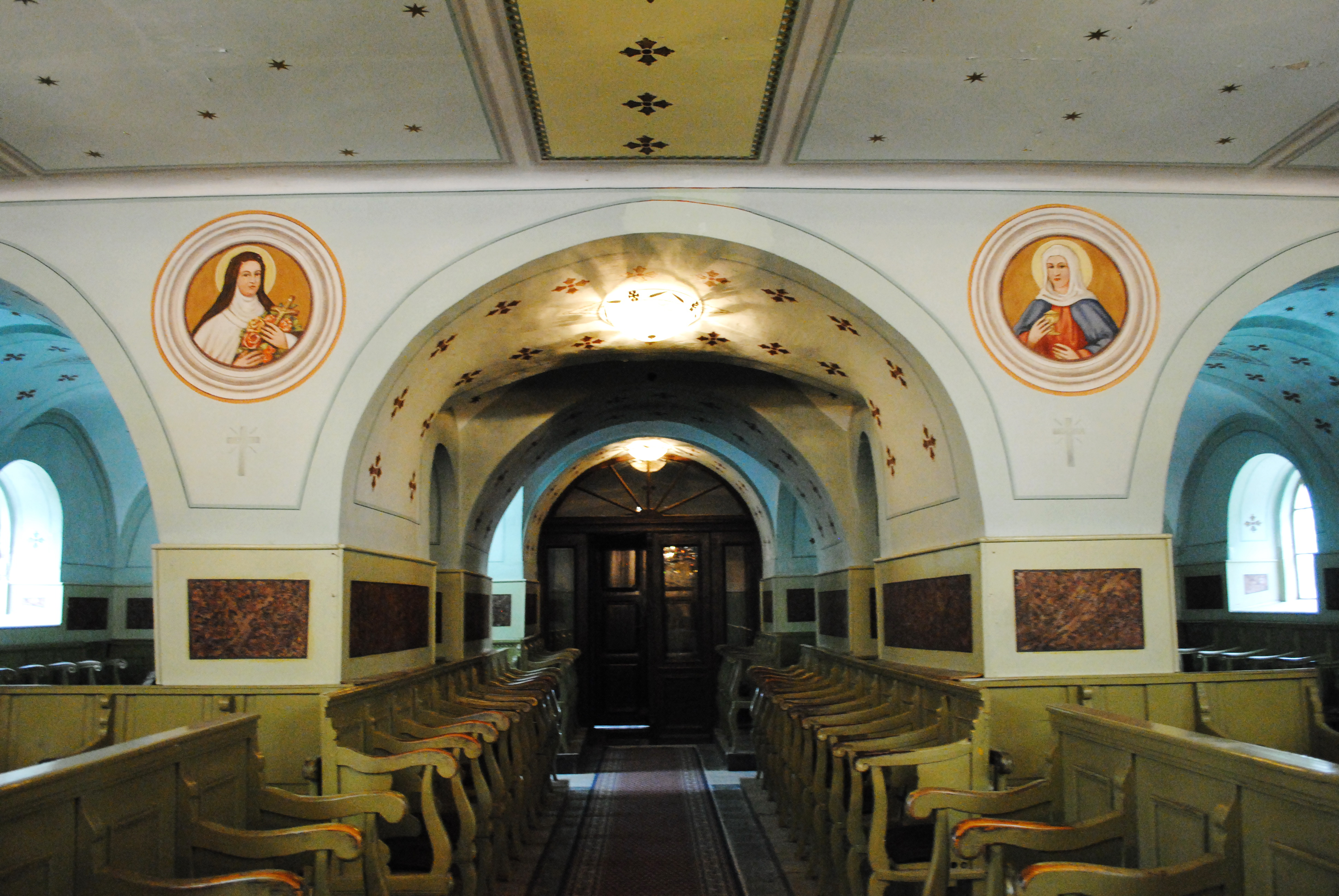
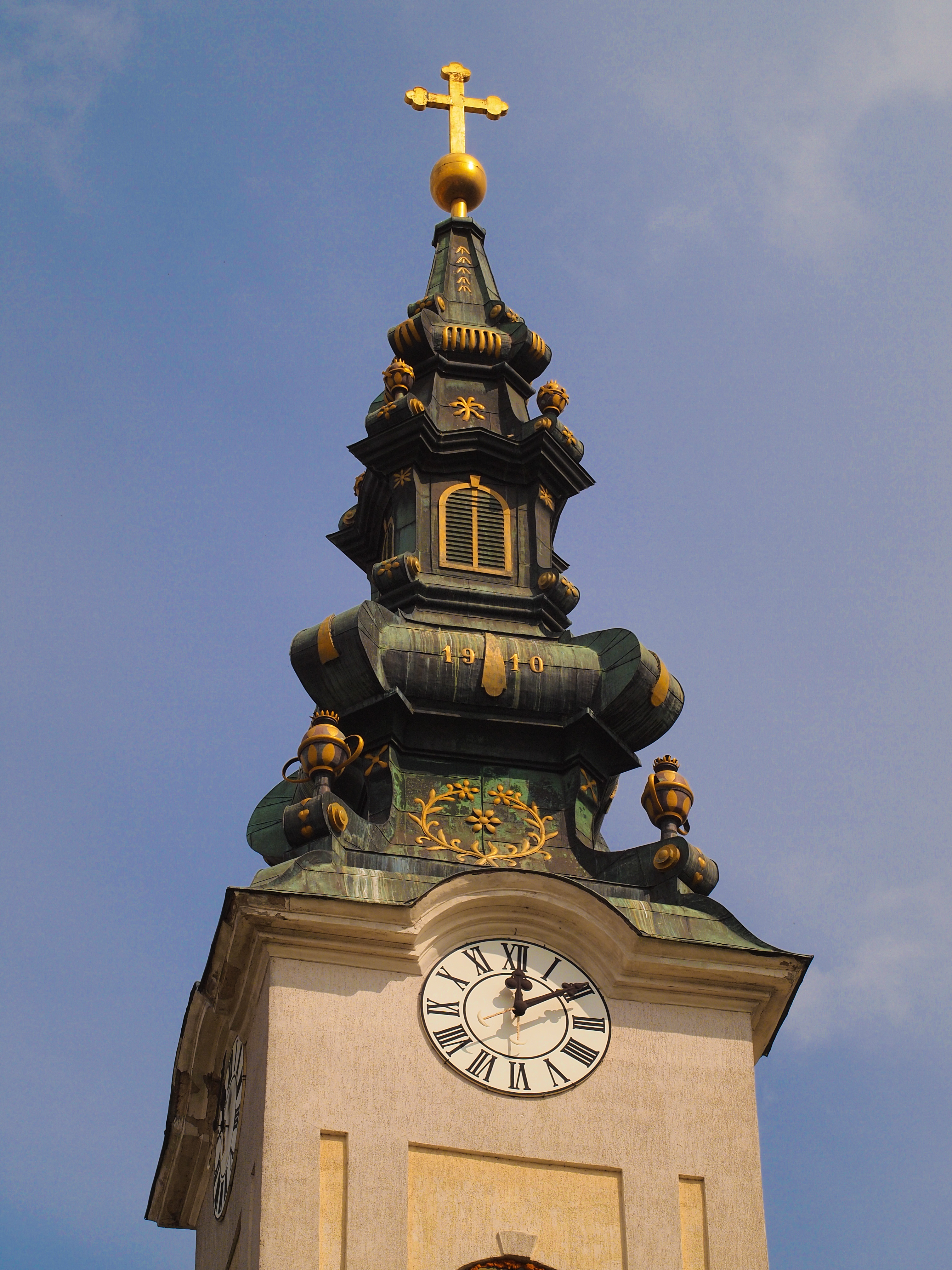